# Maurice Raoul-Duval
Pour les autres membres de la famille, voir Famille Raoul-Duval.
Maurice Raoul-Duval, né le 27 avril 1866 à Saint-Germain-de-la-Grange (Seine-et-Oise) et mort le 5 mai 1916 à Esnes (Meuse), est un joueur de polo français.

## Biographie
Fils de Fernand Raoul-Duval (1833-1892), petit-fils de Raoul Duval et d'Auguste Dassier, il suit ses études au King's College.
Il est capitaine de cavalerie et rédacteur en chef du Courrier du Centre et de l'Ouest. Héritier du Château de Marolles, à Genillé, il est conseiller municipal de la commune et conseiller général d'Indre-et-Loire (canton de Montrésor) de 1898 à 1904.
Joueur de polo au Polo de Paris et au Compiègne Polo Club, il remporte la  médaille de bronze aux Jeux olympiques d'été de 1900 (tout en offrant alors ses services durant la compétition aux deux équipes précitées, le Compiègne Polo Club terminant cinquième et dernier du tournoi).
Mobilisé comme capitaine au 66e régiment d'infanterie lors de la Première Guerre mondiale, il est tué sur le front le 5 mai 1916, à Verdun.
Il est le gendre de George Venables-Vernon.

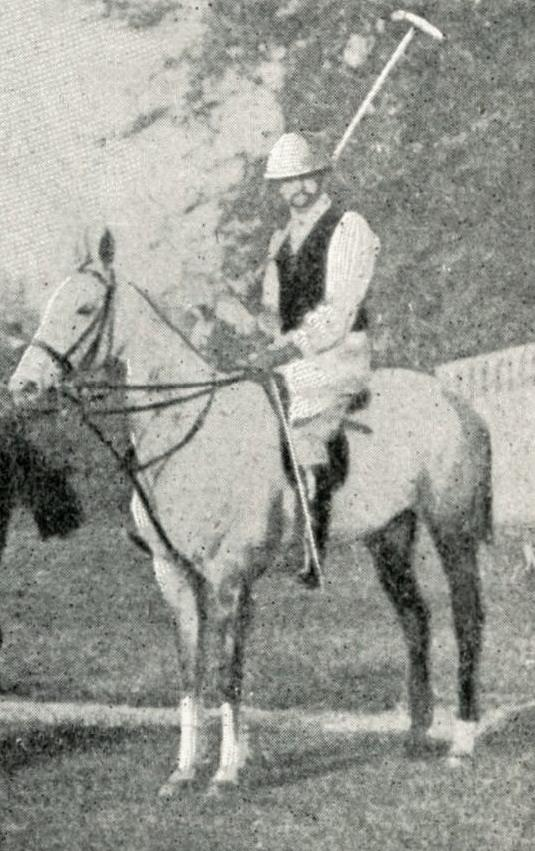
Maurice Raoul-Duval, médaillé de bronze au Polo en 1900, avec le team du Bagatelle Polo Club de Paris.